# Маркус Вендел Вале да Сілва
Маркус Вендел Вале да Сілва (порт. Marcus Wendel Valle da Silva, нар. 28 серпня 1997, Дукі-ді-Кашіас) — бразильський футболіст, півзахисник російського «Зеніта».

## Ігрова кар'єра
Народився 28 серпня 1997 року в місті Дукі-ді-Кашіас. Почав займатись футболом в клубі «Тігрес ду Бразіл», після чого в 2015 році перейшов в академію «Флуміненсе». Дебютував у чемпіонаті Бразилії 14 травня 2017 року в матчі проти «Сантоса». Перший гол у чемпіонаті забив 18 червня 2017 року в грі проти «Фламенго». Всього в сезоні Серії A 2017 року Вендел провів 33 матчі і забив 5 голів.
6 січня 2018 року гравець перейшов в португальський «Спортінг» з Лісабона. Контракт з футболістом був укладений на термін п'ять з половиною років, сума трансферу склала 7.5 млн євро. Перший матч у чемпіонаті Португалії за новий клуб Вендел зіграв 18 березня 2018 року, вийшовши на заміну наприкінці другого тайму гри домашньої гри «Спортінга» проти «Ріу Аве». Всього до кінця сезону бразилець відіграв 4 матчі в чемпіонаті. Станом на 6 вересня 2018 року відіграв за лісабонський клуб 4 матчі в національному чемпіонаті.

## Статистика виступів

### Статистика клубних виступів
| Сезон             | Команда           | Чемпіонат         | Чемпіонат | Чемпіонат | Національний кубок | Національний кубок | Національний кубок | Континентальні кубки | Континентальні кубки | Континентальні кубки | Інші змагання | Інші змагання | Інші змагання | Усього | Усього |
| Сезон             | Команда           | Ліга              | Ігор      | Голів     | Ліга               | Ігор               | Голів              | Ліга                 | Ігор                 | Голів                | Ліга          | Ігор          | Голів         | Ігор   | Голів  |
| ----------------- | ----------------- | ----------------- | --------- | --------- | ------------------ | ------------------ | ------------------ | -------------------- | -------------------- | -------------------- | ------------- | ------------- | ------------- | ------ | ------ |
| 2017              | «Флуміненсе»      | A+ЛК              | 33+9      | 5+1       | КБ                 | 5                  | 0                  | СА                   | 8                    | 1                    | ПЛ            | 1             | 0             | 56     | 7      |
| 2017–18           | «Спортінг»        | ПЛ                | 0         | 0         | КП+КЛ              | 0                  | 0                  | ЛЄ                   | -                    | -                    | -             | -             | -             | 0      | 0      |
| Усього за кар'єру | Усього за кар'єру | Усього за кар'єру | 42        | 6         |                    | 5                  | 0                  |                      | 8                    | 1                    |               | 1             | 0             | 56     | 7      |

## Досягнення
- Володар Кубка португальської ліги (2):

«Спортінг» (Лісабон): 2018, 2019
- Володар Кубка Португалії (1):

«Спортінг» (Лісабон): 2019
- Чемпіон Росії (4):

«Зеніт»: 2021, 2022, 2023, 2024
- Володар Суперкубка Росії (3):

«Зеніт»: 2021, 2022, 2024